# Hubersdorf
Hubersdorf (toponimo tedesco) è un comune svizzero di 725 abitanti del Canton Soletta, nel distretto di Lebern.